# Vương Thụ Văn
Vương Thụ Văn (tiếng Trung giản thể: 王受文, bính âm Hán ngữ: Wáng Shòuwén, sinh tháng 3 năm 1966, người Hán) là chính trị gia nước Cộng hòa Nhân dân Trung Hoa. Ông là Ủy viên Ủy ban Trung ương Đảng Cộng sản Trung Quốc khóa XX, hiện là Phó Bí thư Đảng tổ, Phó Bộ trưởng Bộ Thương mại, Đại biểu Đàm phán thương mại quốc tế của Trung Quốc. Ông từng là Phó Đại biểu Đàm phán, đồng thời cũng là Thành viên Đảng tổ, Trợ lý Bộ trưởng Thương mại.
Vương Thụ Văn là đảng viên Đảng Cộng sản Trung Quốc, học vị Tiến sĩ Kinh tế học. Ông có sự nghiệp xuất phát điểm từ lĩnh vực thương mại, có nhiều năm công tác trong ngành mậu dịch quốc tế của Trung Quốc.

## Xuất thân và giáo dục
Vương Thụ Văn sinh vào tháng 3 năm 1966 tại huyện Tuyên Thành thuộc chuyên khu Vu Hồ, nay là địa cấp thị Tuyên Thành, tỉnh An Huy, Cộng hòa Nhân dân Trung Hoa. Ông lớn lên và tốt nghiệp cao trung là Tuyên Thành, đến tháng 9 năm 1984 thì thi cao khảo và đỗ Đại học Hồ Nam, tốt nghiệp Cử nhân Kỹ thuật vào tháng 7 năm 1988. Trong những năm đại học, ông được kết nạp Đảng Cộng sản Trung Quốc vào tháng 4 năm 1986. Ông tham gia nhiều khóa học, nghiên cứu kinh tế, từng theo học cao học ở Đại học Kinh tế và Thương mại Quốc tế, nhận bằng Thạc sĩ Kinh tế học, là nghiên cứu sinh sau đại học ở Đại học Bắc Kinh và trở thành Tiến sĩ Kinh tế học.

## Sự nghiệp

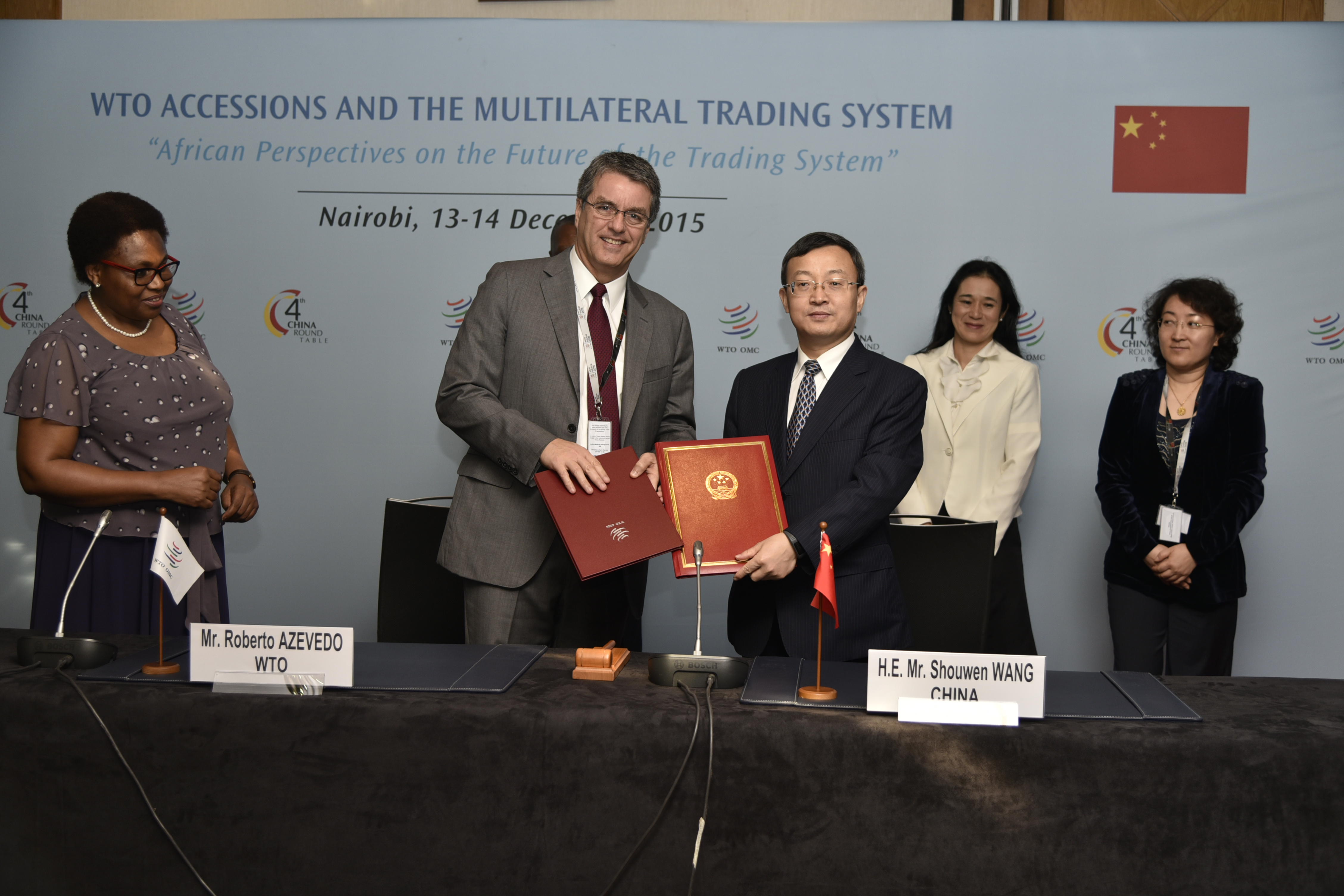
Vương Thụ Văn đại diện Trung Quốc ký kết thỏa ước với Tổng giám đốc WTO Roberto Azevêdo, 2015.

Sau khi tốt nghiệp Đại học Hồ Nam, vào tháng 2 năm 1989, Vương Thụ Văn được tuyển dụng vào làm ở Bộ Công tác Kinh tế Thương mại quốc tế của Quốc vụ viện, là chuyên viên của Ty Giao dịch quốc tế. Trong giai đoạn trước năm 2000, ông lần lượt là chuyên viên cấp chủ nhiệm khoa viên, Phó Trưởng phòng Phiên dịch Ty Giao dịch quốc tế, chuyển sang công tác ở Phòng Gọi thầu của Ty Quản lý mậu dịch rồi sau đó là Trưởng phòng Dệt may chuyên về vải dệt thoi của Ty Quản lý mậu dịch. Tháng 5 năm 2001, Vương Thụ Văn được thăng cấp làm cán bộ cấp phó ty của Ty Quản lý mậu dịch. Sau đó 3 tháng thì ông được điều tới Khu tự trị Tây Tạng, nhậm chức Thành viên Đảng tổ, Phó Sảnh trưởng Sảnh Kinh tế và Thương mại quốc tế của Chính phủ Nhân dân Khu tự trị Tây Tạng. Ở Tây Tạng 2 năm, ông được điều trở lại trung ương, lúc này Bộ Công tác Kinh tế Thương mại quốc tế được cải tổ lại thành Bộ Thương mại, ông được bổ nhiệm làm Phó Cục trưởng Cục Xuất nhập khẩu công bằng thương mại, Thanh tra viên rồi Cục trưởng của cục này. Tháng 12 năm 2006, ông được chuyển chức làm Ty trưởng Ty Thương mại quốc tế và giữ chức này cho đến năm 2013. Trong giai đoạn này, ông từng được điều về Nam Kinh làm Thường vụ Thành ủy, Phó Thị trưởng Nam Kinh đồng thời cũng là Ty trưởng Ty Thương mại quốc tế.
Tháng 8 năm 2013, Vương Thụ Văn được chỉ định làm Thành viên Đảng tổ, bổ nhiệm làm Trợ lý Bộ trưởng Bộ Thương mại rồi Phó Bộ trưởng từ tháng 4 năm 2015. Tháng 1 năm 2018, ông được phân công làm Phó Đại biểu Đàm phán thương mại quốc tế của Bộ Thương mại, rồi chính thức là Đại biểu Đàm phán thương quốc tế, Phó Bí thư Đảng tổ Bộ Thương mại, cấp chính bộ trưởng từ tháng 7 năm 2022, kế nhiệm Du Kiến Hoa. Cuối năm 2022, ông tham gia Đại hội Đảng Cộng sản Trung Quốc lần thứ XX từ đoàn đại biểu khối cơ quan trung ương Đảng và Nhà nước. Trong quá trình bầu cử tại đại hội, ông được bầu là Ủy viên Ủy ban Trung ương Đảng Cộng sản Trung Quốc khóa XX.